# انتخابات پارلمانی کوبا (۲۰۱۸)
انتخابات پارلمانی کوبا در ۱۱ مارس ۲۰۱۸ به منظور انتخاب اعضای مجلس ملی قدرت خلق کوبا به همراه انتخابات استانی برگزار شد. رائول کاسترو رئیس‌جمهور وقت، قصد نداشت در دور بعدی حضور داشته باشد، لذا مجلس جدید رئیس‌جمهور دیگر انتخاب خواهد کرد.

## روش
۶۱۲ عضو مجلس ملی قدرت خلق در حوزه‌های انتخابیه تک‌کرسی انتخاب می‌شوند. هر نامزد لازم است دستکم ۵۰٪ آرای حوزه‌اش را به دست آورد تا به عنوان نماینده انتخاب شود. اگر هیچ‌یک از نامزدها نتوانستند حد نصاب ۵۰٪ را به دست آورند، کرسی مزبور خالی می‌ماند. با این حال شورای کشور می‌تواند برای تعیین نمایندهٔ مزبور اقدام به برگزاری انتخابات ویژه کند.
لازم است به این نکته اشاره شود که نظام انتخاباتی کوبا تقریباً یکتا است و پیچیدگی‌های زیادی دارد به طوری که بسیار بعید است که یک نامزد نتواند حد نصاب ۵۰٪+۱ را به دست آورد. صلاحیت نامزدهای شرکت‌کننده در انتخابات توسط گروه‌های شهری که توسط مردم هر منطقه انتخاب می‌شوند احراز می‌شود. گفته می‌شود که این روند فقط بر اساس صلاحیت‌های اخلاقی هر نامزد صورت می‌گیرد. هر چند همهٔ نامزدها تحت عنوان حزب کمونیست وارد صحن مجلس می‌شوند اما لازم نیست همگی رسماً عضو این حزب باشند. برای انتخابات ۲۰۱۸، ۳۰۰۰ نامزد تأیید صلاحیت شدند.

## نتایج
کمیسیون ملی انتخابات در ۱۲ مارس نتایج مقدماتی را منتشر کرد. این کمیسیون در یک کنفرانس مطبوعاتی گزارش داد که ۶۰۵ نامزد در همان دور نخست انتخاب شده‌اند و به مجلس ملی راه یافته‌اند. این کمیسیون اظهار کرد که از میان ۸٬۹۲۶٬۵۷۵ رأی‌دهندهٔ نام‌نویسی‌شده، ۷٬۳۹۹٬۸۹۱ در انتخابات شرکت کرده‌اند که نشان‌دهندهٔ مشارکت ۸۲٫۹٪ از کوبایی‌ها دارد. نتایج نهایی هنوز منتشر نشده‌است.